# Pontellopsis occidentalis
Pontellopsis occidentalis är en kräftdjursart som beskrevs av Esterly 1906. Pontellopsis occidentalis ingår i släktet Pontellopsis och familjen Pontellidae. Inga underarter finns listade i Catalogue of Life.